# Богданов, Александр Михайлович (военный)
Александр Михайлович Богданов — советский военный и государственный деятель, полковник.

## Биография
Родился в 1907 (по другим данным — в 1912) году в Луганске. Член КПСС.
В РККА с 1931 года.
Участник советско-финской войны.
Участник Великой Отечественной войны: начальник штаба артиллерии 4-й пехотной дивизии, начальник штаба 5-й артиллерийской бригады 1-й армии Войска Польского
После войны — бригадный генерал Войска Польского, начальник штаба артиллерии Варшавского военного округа.
Умер после 1985 года.

## Награды
- Орден Красного Знамени (трижды, в том числе 25.08.1945, 13.06.1952)
- Орден Отечественной войны I степени (07.05.1945, 08.06.1945, 10.06.1945, 06.04.1985)
- Орден Красной Звезды (05.11.1946)
- Орден Virtuti Militari V класса
- Крест Храбрых (05.01.1945)